# 효자역 (의정부)
효자역(孝子驛, Hyoja station)은 경기도 의정부시 신곡동에 있는 의정부 경전철의 전철역이다.

## 역사
- 2012년 7월 1일 : 의정부 경전철 발곡 ~ 탑석 구간 개통

## 역 구조
2면 2선의 상대식 승강장이 있는 지상역이며, 스크린도어가 설치되어 있다.

#### 승강장
| 경기도청북부청사↑ |
| \| 상             |
| ↓곤제             |

| 상행 | ● 의정부 경전철 | 의정부중앙 · 의정부시청 · 회룡 · 발곡 방면 |
| 하행 | ● 의정부 경전철 | 어룡 · 차량기지 임시승강장 방면            |

승강장 번호는 없다.

## 역 주변
- 가톨릭대학교 의정부성모병원
- 도로교통공단 의정부운전면허시험장
- 효자초등학교
- 효자중학교
- 효자고등학교
- 건강보험공단 의정부지사

## 인접한 역
| 의정부 경전철                   | 의정부 경전철   | 의정부 경전철                      |
| ------------------------------- | --------------- | ---------------------------------- |
| U120 경기도청북부청사 발곡 방면 | ● 의정부 경전철 | U122 곤제 차량기지 임시승강장 방면 |